# Фельдман, Александр Маркович
Фе́льдман Александр Ма́ркович (род. 14 февраля 1937, Симферополь) — белорусский педагог, математик, лауреат почётного звания «Заслуженный учитель Республики Беларусь» (2001).

## Биография
Родился в Симферополе в семье музыканта-флейтиста. В 1944 году семья переехала в Минск.
Учился в минской школе № 24 на улице Герцена. Одновременно с поступлением в начальную школу начал обучаться музыке по классу скрипки в музыкальной школе и далее в музыкальной школе при Белорусской консерватории. Завершил среднее образование в школе № 42 по улице Комсомольской, которая в те времена считалась одной из лучших в городе.
По окончании школы поступил в Минский педагогический институт на математический факультет. Будучи студентом, стал одним из авторов «Сборника олимпиадных задач по математике» (переизданного также и в Японии). По окончании ВУЗа работал в разных школах Беларуси завучем, преподавателем математики, истории и пения.
Женился в 1962 году.
В 1963 году вернулся в Минск. Проработал 5 лет в школе № 76, а затем в 1968 году перешёл в школу № 19 преподавателем математики.

## Научная и педагогическая деятельность
Статьи Фельдмана публиковались в журнале «Математика. Проблемы преподавания».
Фельдман является создателем «метода прямоугольного тетраэдра», применяемого при решении стереометрических задач. Этот метод был сформулирован и оформлен в 1986 году, и официально опубликован в журнале «Математика в школе» в 1988 году.
Существует виртуальный «Клуб почитателей Александра Марковича Фельдмана».

## Награды и звания
- 1974 — значок «Отличник просвещения»;
- 1989 — медаль «Ветеран труда»;
- 1999 — делегат I съезда учителей Беларуси;
- 2001 — звание «Заслуженный учитель Республики Беларусь»[5];
- 2006 — делегат III Всебелорусского народного собрания;
- дважды «Соросовский учитель»;

## Книги, статьи, интервью
- В. Ю. Гуревич, А. М Фельдман, Ф. М Шустер «Сборник олимпиадных задач по математике». — Минск, Учпедгиз БССР, 1962. — 84 с.;
- С. А. Самаль., А. М. Фельдман «Пособие по математике», изд. БГЭУ;
- П. А. Парахневич, Е. В. Парахневич, А. М. Фельдман «Сборник задач по геометрии» (под ред. А. М. Фельдмана). — Минск, Аверсэв, 2007. — 208 с[6]. ISBN 978-985-509-143-2 (в качестве приложения к книге в 2007 году опубликован материал по теме «Метод прямоугольного тетраэдра»);
- О. Мельников, А. Фельдман. «Почему студенты не владеют школьной программой?»
- Статьи в журнале «Математика. Проблемы преподавания»:
  - «Описанные параллелепипеды»;
  - «Метод интервалов и метод областей»;
  - «Условия принадлежности трёх точек одной прямой и четырёх точек одной плоскости; их применение к решению задач».